# (1427) Ruvuma
(1427) Ruvuma est un astéroïde de la ceinture principale découvert le 16 mai 1937 à Johannesbourg (UO) par l'astronome sud-africain Cyril V. Jackson.

## Historique
Sa désignation provisoire, lors de sa découverte le 16 mai 1937, était 1937 KB, il avait aussi été aperçu plus tôt et le nom 1929 XF lui avait aussi été attribué.